# Karang Dinoyo
Karang Dinoyo is een bestuurslaag in het regentschap Bojonegoro van de provincie Oost-Java, Indonesië. Karang Dinoyo telt 2807 inwoners (volkstelling 2010).